# Cascata del Marmarico
La cascata del Marmàrico (/marˈmariko/, in dialetto calabrese Cascata du Marmaricu) è la cascata più alta della Calabria e dell'Appennino meridionale, alta 114 metri, posta nel territorio del comune di Bivongi (RC), nell'alto corso della fiumara Stilaro, al vallone Folea. Inserita dal 6 settembre 2011 tra le "meraviglie italiane" del progetto omonimo, nato in occasione del 150° dell'Unità d'Italia, di carattere turistico-culturale del Forum Nazionale dei Giovani, il luogo circostante prende il nome dall'omonima cascata e al di sotto di essa si trova un piccolo laghetto.

## Etimologia
Marmarico è una parola di origine dialettale e significa "lento" o "pesante", probabilmente dall'impressione che l'acqua, seppure in perenne caduta, sembri apparentemente formare dei filamenti immobili.
La parola Folèa invece deriva dal greco φωλεὰ e significa nido.
Un'altra possibile interpretazione dell’idronimo “Marmarico” considera che “mar” (anche nelle forme “mar-mar” e “bar-bar), è voce Sumera per “lucente”, “scintillante”, evidente nel Greco “μαρμαρυς”, una pietra lucida, e nel Latino “marmoreus”. Anche la voce latina mar, gen. maris potrebbe considerarsi descrittiva della superficie scintillante del mare. La radice Sumera appare anche in Marmara (Mar di) e in barlume e barbaglio, entrambe parole che richiamano la lucentezza. In questa ottica, la denominazione della cascata Marmarico sembra efficacemente descrittiva. Altri toponimi e idronimi calabresi con possibile origine arcaica sono stati recentemente esaminati. È di qualche interesse notare che nel sud-ovest della Turchia, nei pressi di Turgut, ci siano le Cascate Marmaris, idronimo simile a quello calabrese[ipotesi scientificamente insostenibile]

## Possibili itinerari

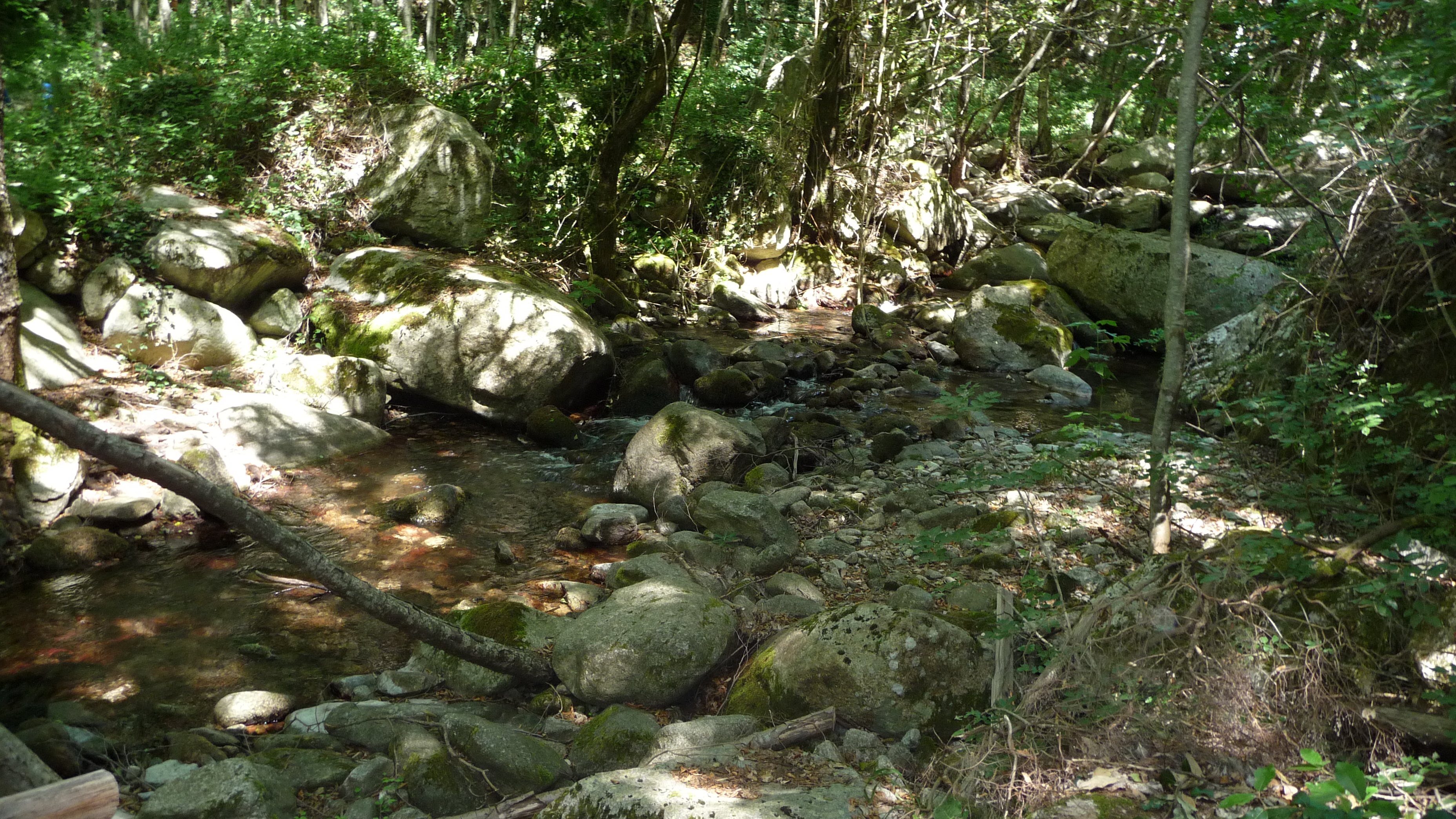
Vallone Folea

La Cascata si può raggiungere da Bivongi nel primo tratto con un fuoristrada in 20 minuti. Successivamente, arrivati al punto di confluenza tra il Vallone Folea e Ruggiero, si prosegue per il secondo tratto a piedi per 20 minuti seguendo il percorso del Folea.
Per completare l'intero percorso a piedi sono necessarie 2 ore di cammino. Ogni anno, dal 2008, il club MedAmbiente Bivongi a fine luglio propone questo itinerario per la pulizia e mantenimento del percorso.
Si può effettuare un secondo itinerario dalla località Ferdinandea con circa 2 ore di cammino.
Si parte dal sentiero alla sinistra della Villa Ferdinandea segnalato dal G.E.A. che all'inizio costeggia il vallone Folea per poi allontanarsi e a questo punto bisogna seguire il percorso dell'antica condotta forzata, quando questa si ricongiunge con un'altra si intraprende il sentiero che scende a valle e attraverso uno stretto sentiero sempre segnalato si scorgerà in più passaggi la visuale della cascata dall'alto. A fondo valle ci si troverà nei pressi del Folea e da lì si proseguirà a piedi per 10 minuti seguendo il primo itinerario che costeggia il torrente e si giungerà ai piedi della Cascata del Marmarico.
Una volta giunti ai piedi della cascata sulla sinistra è percorribile un breve sentiero per giungere alla seconda balza, e da lì alla terza balza arrampicandosi sulla destra per un brevissimo tratto. Poco a valle delle Cascate del Marmarico passa il "Sentiero del Brigante", itinerario per escursionisti di lunga percorrenza, individuato e realizzato dal G.E.A. - Gruppo Escursionisti d'Aspromonte nel 1989.

## Eventi
Ogni anno a cavallo tra luglio e agosto l'associazione MedAmbiente Stilaro organizza il "Marmarico Day", una giornata che si svolge presso la Cascata del Marmarico e prevede la piccola sistemazione dei sentieri e/o una ripulitura sommaria dai rifiuti abbandonati.